# سيغفريد سايديل
سيغفريد سايديل (بالألمانية: Siegfried Seidl)‏ هو جندي نمساوي، ولد في 24 أغسطس 1911 في تولن ان دير دوناو في النمسا، وتوفي في 1945 في فيينا في النمسا بسبب شنق.